# Omer Pacha Vrioni
Pour les articles homonymes, voir Omer Vryonis et Vrioni.
Omer Pacha Vrioni II, également appelé Omar, Omer ou Ymer Pasha est un Premier ministre et un diplomate albanais.

## Biographie
Omer Pacha Vrioni II, né en 1839 et mort en 1928, est un membre de la famille des Beys de Berat, Fier et de la région de Myzeqe, appartenant par le passé à la province de Ioannina de l'Empire ottoman et actuellement en Albanie.
Il est le fondateur de la ville de Fier en 1864, avec l'aide de son fils, Kahreman Pacha Vrioni (1889-1955). 

## Activité politique
- Membre du Haut Conseil de la Régence Albanaise: 1921
- Premier ministre de l'Albanie : décembre 1921 - janvier 1922